# Кенийско-эритрейские отношения
Кенийско-эритрейские отношения — двусторонние дипломатические отношения между Кенией и Эритреей. Государства являются полноправными членами Организации Объединённых Наций (ООН).

## История
Дипломатические отношения между государствами были несколько напряжёнными, поскольку в 2011 году министерство иностранных дел Кении обвинило правительство Эритреи в поставках оружия группировке боевиков «Харакат аш-Шабаб». Власти Эритреи опровергали эти обвинения. Кроме того, кенийское правительство пригрозило пересмотреть свои двусторонние отношения с Асмэрой.
В 2013 году во время государственного визита в Кению президент Эритреи Исайяс Афеворки присутствовал на праздновании 50-ти летнего юбилея по случаю независимости в Найроби.
В настоящее время отношения между двумя странами являются более стабильными, поскольку президент Эритреи Исайяс Афеворки совершил ещё один государственный визит в конце 2018 года. За этим последовал визит президента Кении Ухуара Кениата в январе 2019 года на Трёхсторонний саммит в Асмэре, где участвовали представители Эфиопии, Эритреи и Кении .

## Торговля
Эритрея и Кения поддерживают торговые связи. Государства являются членами торгового блока «Межправительственной организации по развитию» (ИГАД).
Эритрея не экспортирует товаров в Кению. Однако, ежегодно импортирует из Кении товаров на сумму от 4 до 5 миллионов долларов США.